# Peter Schienerl
Peter Wolfgang Schienerl (* 17. Dezember 1940 in Wien; † 3. April 2001 in München) war ein Ethnologe, Kunsthistoriker, Autor und Sammler von Ethnografika.

## Werdegang
Nach einem Studium der Kunstgeschichte promovierte Schienerl zu äthiopischen Kirchenbauten. In den 1970er Jahren siedelte er nach Kairo über, wo er im Auftrag der österreichischen Akademie der Wissenschaften eine Dokumentation traditioneller Schmuckformen anlegte. Im Sinne einer Stilgeschichte suchte er nach Bezügen des Schmucks zur Antike. 
Zum Ende der 1980er Jahre zog Schienerl nach München, wo er 1989 die Gesellschaft der Freunde Islamischer Kunst und Kultur mitbegründete.

## Sammlungen
Schienerl sammelte zahlreiche Amulette und weitere Gegenstände aus dem magisch-religiösen Kontexten. 
Seine Stücke befinden sich im Weltmuseum Wien, im Ethnologischen Museum Berlin und im Museum für Völkerkunde Dresden, wohin sein Nachlass überging. 

## Werke

### Monographien
- Tierdarstellungen im Islam. Alano Herodot, Aachen 1984
- Schmuck und Amulett in Antike und Islam. Alano Herodot, Aachen 1988
- Dämonenfurcht und böser Blick. Alano Herodot, Aachen 1992

### Artikel
- Eisen als Kampfmittel gegen Dämonen. Manifestationen des Glaubens an seine magische Kraft im islamischen Amulettwesen. In: Anthropos, Band 75, Heft 3/4, 1980, S. 486–522
- Die Basmala als Zahlenquadrat. In: Annals of the Naprstek Museum, 11, 1983, S. 199–204.
- Koranisches Erzählgut im Spiegel volkstümlicher Buntdrucke aus Ägypten. In: Baessler Archiv. Beiträge zur Völkerkunde, Bd. 34, Nr. 2, 1986, S. 305–332
- Das vermeintliche Weiterleben altägyptischer Amulettformen. In: Archiv für Völkerkunde, Bd. 41, 1987, S. 77–86.
- Materialien zur Schmuckforschung in Ägypten. In: Archiv für Völkerkunde, Bd. 29, 1975, S. 75–108.